# Cross Movement Records
Cross Movement Records es un sello discográfico cristiano de hip hop con sede en Estados Unidos fundado por The Cross Movement . CMR, fundada en 1997, tenía un acuerdo con BEC Recordings . En 2005 hicieron un acuerdo de licencia con Lecrae de Reach Records para su álbum Real Talk. CMR lanzaría sus primeros tres álbumes en solitario, solidificando la amplitud de la música de la discográfica con Da 'TRUTH y the Cross Movement para la costa este y medio oeste con los artistas FLAME y JR. En 2006 se hizo una nueva imprenta, Issachar Recordings, que lanzará álbumes con diferentes estilos musicales al hip hop. Issachar Media también albergará a Issachar Digital e Issachar Publishing. El primer álbum de la etiqueta es el álbum de R&B de Michelle Bonilla: "Phenomenal" (2006).
En 2007, el dúo de hip-hop, Everyday Process se agregó a la lista de CMR, así como al artista de Rhyme Council, R-Swift. En 2010, CMR firmó K-Drama, el artista de Filadelfia Young Joshua y el grupo de DJ Level 3:16. 

## Artistas
- The Tonic – John Wells
- Phanatik – Brady Goodwin Jr.
- The Cross Movement (disuelto en 2007)
- Lecrae (fue licenciado, ahora con Reach Records)
- Da' T.R.U.T.H. – Emanuel Lambert
- The Ambassador – William Branch
- DJ Official (ahora con Reach Records)
- Everyday Process
- Michelle Bonilla
- K-Drama
- Young Joshua
- 6 Way St. (FKA Level 3:16)
- FLAME – Marcus Gray (Activo, firmado y propietario de Clear Sight Music)
- J.R.
- R-Swift (también como Rhyme Council)
- Cruz Cordero
- Enoch (también como Much Luv Fam) (fallecido)